# 蒙特城堡
蒙特城堡（直译：山上的城堡）位于意大利东南部的普利亚大区，是一座八边形的城堡，由神圣罗马帝国皇帝腓特烈二世建于1229年到1249年左右。1996年被联合国教科文组织登录为世界遗产。
蒙特城堡被使用为意大利铸造的一分欧元硬币上。

## 历史
蒙特城堡最初可能是给嗜好打猎的腓特烈二世用来做打猎时的居所。城堡位于一座山丘上，丘上有一座本笃会修道院。城堡大约是在梅尔菲城堡（Castello di Melfi）和福贾（Foggia）的皇宫的中间，那是当时腓特烈处理政治问题和行政事务的地方。
在1249年，腓特烈的私生女维奥兰特（Violante）在此举行婚礼。但后来城堡用作监狱，它的外墙有2.55米厚，内墙有2.41米厚。1265年由于霍亨斯陶芬王朝的衰败，第一批被关进来的人，包含腓特烈的孙子，恩里科（Enrico）、菲德里科（Federico）和阿佐利诺（Azzolino）。
安德里亚(Andria)的贵族曾经在1665年在城堡里躲避瘟疫。后来，在17世纪被遗弃，城堡的一些大理石和雕刻被抢走，牧羊人和土匪也曾经以此为家。
1876年，城堡为国家所有，从那时起，政府做了许多修复工作。

## 建筑

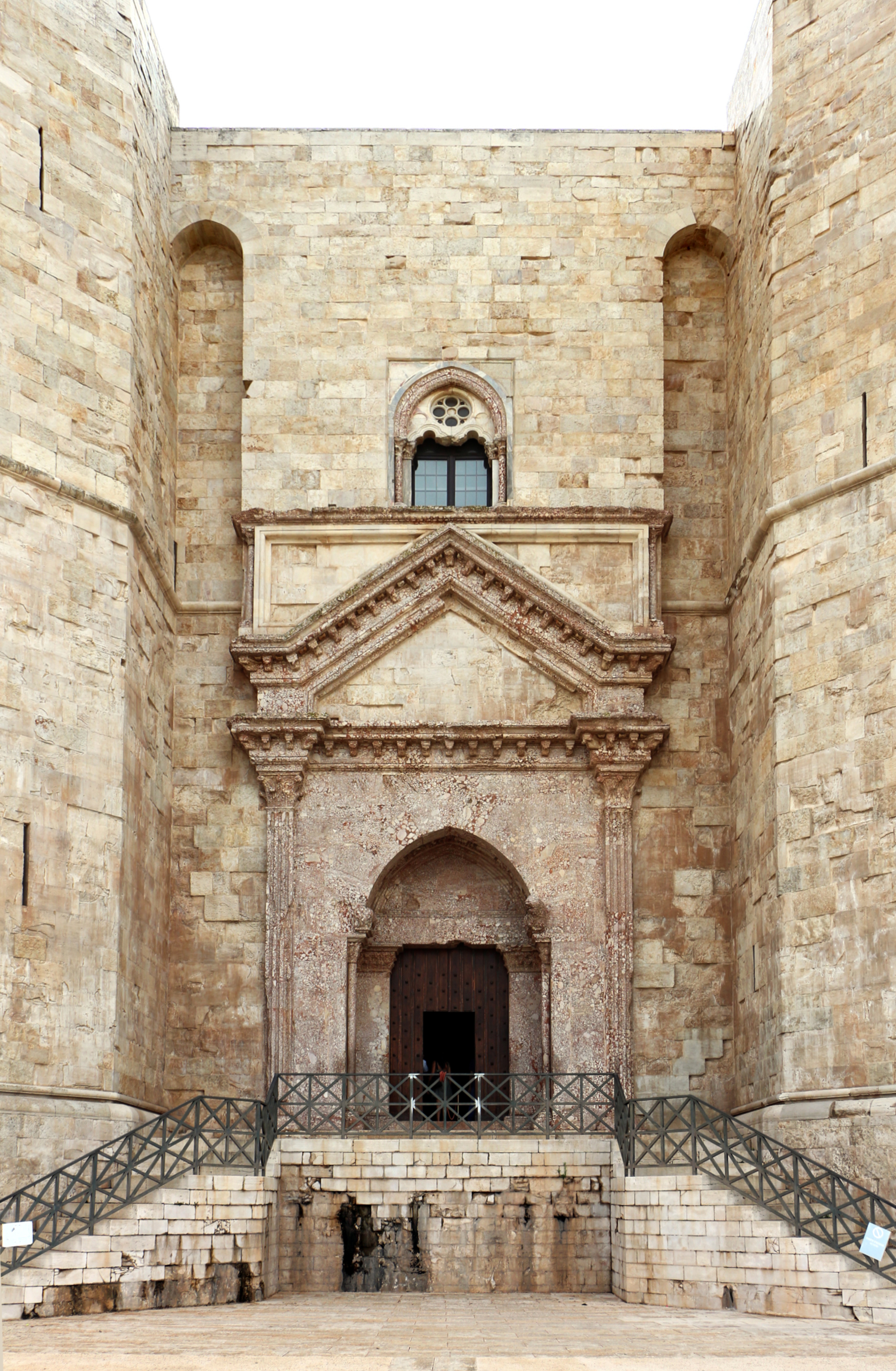
蒙特城堡入口

蒙特城堡在一座530米高的山丘上，它的八个侧面的长为16.5米，有8个角上有8座八边形的高25米的塔。城堡内部有一座八边形的庭院。
从风格上来说，蒙特城堡属于意大利南部的早期哥特式建筑，尽管有罗马式和阿拉伯-诺曼风格的影响。八座角上的塔主要用于抵消所谓“推力”，也可以通过螺旋梯通向上层的房间或是浴室和储藏室。
大概整座建筑一半的地方，有一条线划分了城堡的上下两层，每层有8个相同的梯形的房间。屋顶是圆柱支撑的穹隆吊顶。一层的窗有一层竖框，二层的窗有两层哥特式的竖框。相对来说，一层较为阴暗沉闷，二层较为明亮舒适，这和屋顶架设和窗户采光方式不同有关。在东边的入口，有受哥特式影响的尖拱门，柱上的石雕狮子，尖的门楣和上方的滴水石。
蒙特城堡似乎没有建造完成，它不像其他中世纪城堡建有外壁、挖有壕沟，甚至没有建造军队使用的马棚。

## 蒙特城堡和8

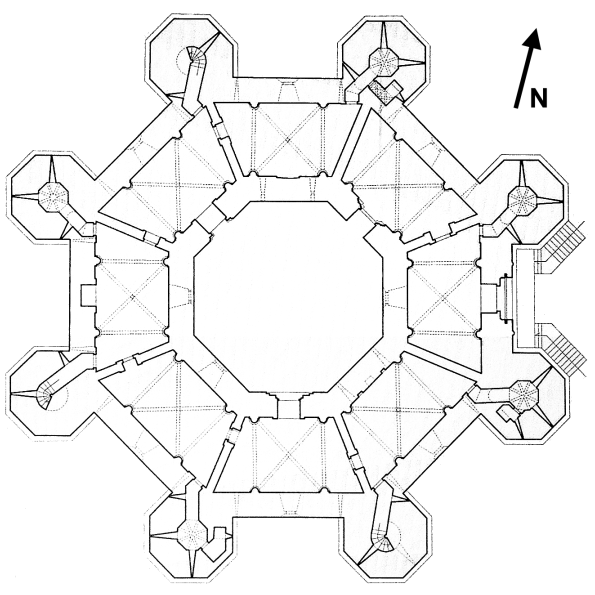
蒙特城堡平面图

蒙特城堡是一座到处有8的建筑，首先它是一座八边形的建筑，有8座塔，每层有8个房间等等。在一些神秘理论中，8代表水平和垂直方向上的无限，或是宇宙力量的基础。在基督教中，8代表无限（神）和有限（人）的联合。来自士瓦本的霍亨斯陶芬家族曾经在一些建筑上使用过八边形，在阿尔萨斯的埃吉采姆城堡(Egisheim Castle)就是一例。也有认为，腓特烈二世设计蒙特城堡时有意使它代表神和人的联系以及东方和西方的联系。这些都是对蒙特城堡为何造成八边形的一种猜想。

## 图册

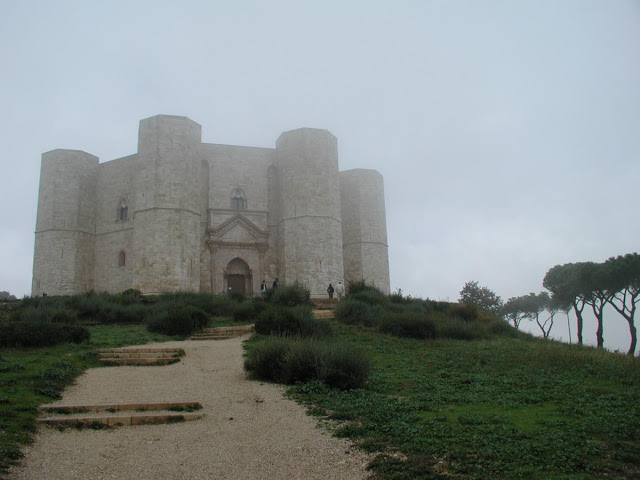
城堡，摄于2011年
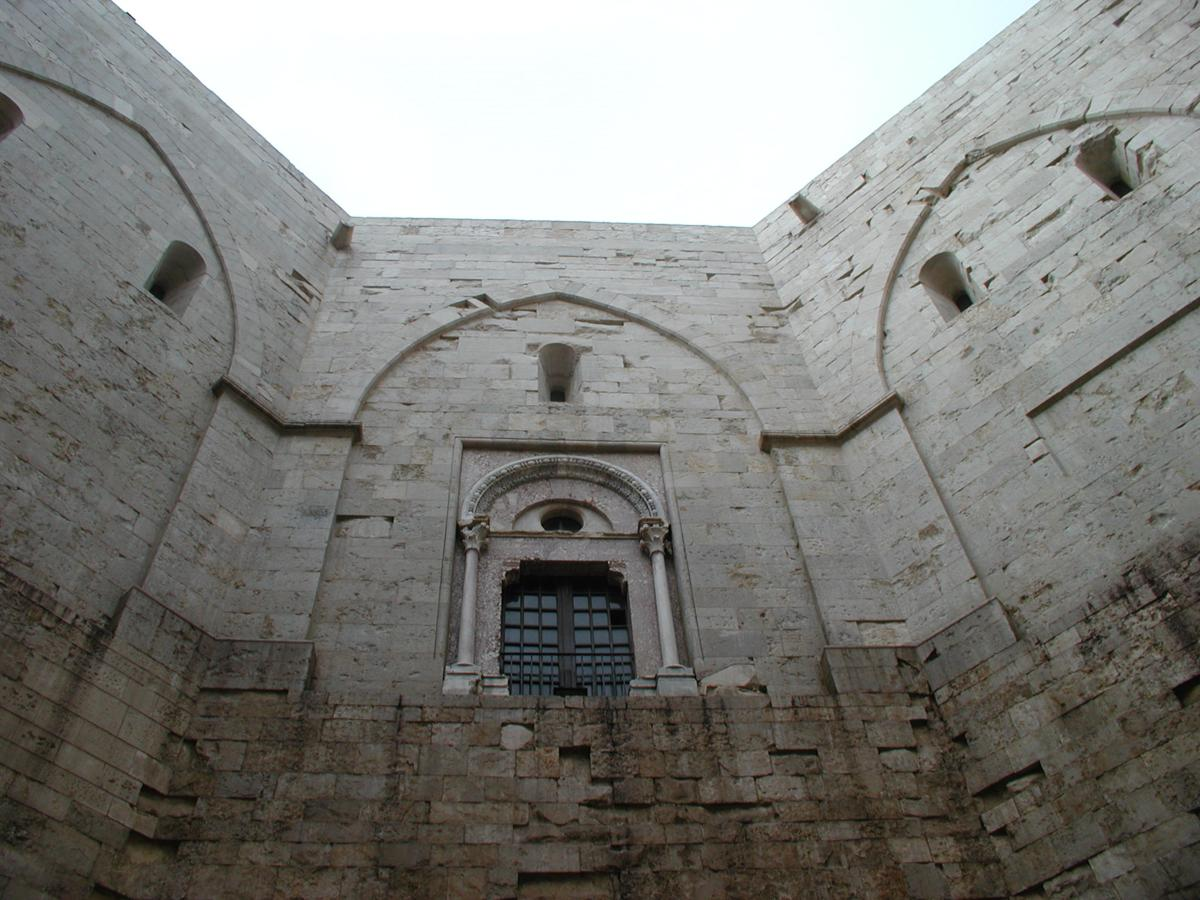
城堡里